# Leichtathletik-Weltmeisterschaften 2011/Teilnehmer (Philippinen)
| Goldmedaillen | Silbermedaillen | Bronzemedaillen |
| ------------- | --------------- | --------------- |
| —             | —               | —               |

Der philippinische Leichtathletik-Verband stellte bei den Leichtathletik-Weltmeisterschaften 2011 im südkoreanischen Daegu zwei Teilnehmer.

## Ergebnisse

### Männer

#### Sprung/Wurf
| Athlet       | Disziplin  | Qualifikation | Qualifikation | Finale | Finale |
| Athlet       | Disziplin  | Weite         | Platz         | Weite  | Platz  |
| ------------ | ---------- | ------------- | ------------- | ------ | ------ |
| Henry Dagmil | Weitsprung | NMW           | NMW           | –––    | –––    |

### Frauen

#### Sprung/Wurf
| Athletin          | Disziplin  | Qualifikation | Qualifikation | Finale             | Finale             |
| Athletin          | Disziplin  | Weite         | Platz         | Weite              | Platz              |
| ----------------- | ---------- | ------------- | ------------- | ------------------ | ------------------ |
| Marestella Torres | Weitsprung | 6,31 m        | 21            | nicht qualifiziert | nicht qualifiziert |